# Тан Чжэндун
Тан Чжэнду́н (кит. упр. 唐正东, пиньинь Táng Zhèngdōng; род. 14 сентября 1982 года, Сучжоу, Цзянсу) — китайский профессиональный баскетболист, центровой клуба китайской баскетбольной ассоциации «Синьцзян Флайн Тайгерс». В 2006 году хотел выставить свою кандидатуру на драфт НБА, работал с «Торонто Рэпторс», однако позднее отказался от таких планов.

## Карьера

### Клубная
Начинал карьеру в 1996 году в молодёжной команде «Цзянсу Дрэгонс». С 1998 года выступает в китайской баскетбольной ассоциации. В сезоне 2004-5 года в КБА был назван лучшим игроком сезона. В сезоне 2007 года перешёл в другой китайский клуб - «Синьцзян Флайн Тайгерс». Не очень скоростной игрок, однако обладает хорошим трехочковым броском.

### Международная
С 2000 года начал выступать за молодёжную сборную Китая. В составе первой сборной - чемпион Азиатских игр 2006 и 2010 годов. Однако в основном выступал в качестве замены Яо Мину и Менге Батыру, в итоге, практически не имел игрового времени и серьезных достижений на международной арене.

## Достижения

### Международные
- Чемпион Азиатских игр : 2006, 2010

### Индивидуальные
- MVP Китайской баскетбольной ассоциации : 2004-05

## Статистика
- 2 февраля 2007 года преодолел рубеж в 5000 очков за карьеру.
- 5 ноября 2007 года забрал 3000-й подбор.
- 27 января 2008 года набрал 6000-е очко.
- 25 ноября 2011 года набрал 7000-е очко.